# Symmocoides
Symmocoides is een geslacht van vlinders van de familie dominomotten (Autostichidae), uit de onderfamilie Symmocinae.

## Soorten
- S. astuta (Gozmany, 1961)
- S. don (Gozmany, 1963)
- S. ferreirae Gozmany, 2000
- S. gozmanyi (Amsel, 1959)
- S. marthae (Gozmany, 1957)
- S. oxybiella (Millière, 1872)